# Chrysobothris suturalis
Chrysobothris suturalis es una especie de escarabajo del género Chrysobothris, familia Buprestidae. Fue descrita científicamente por Walker en 1858.